# Vest Recklinghausen

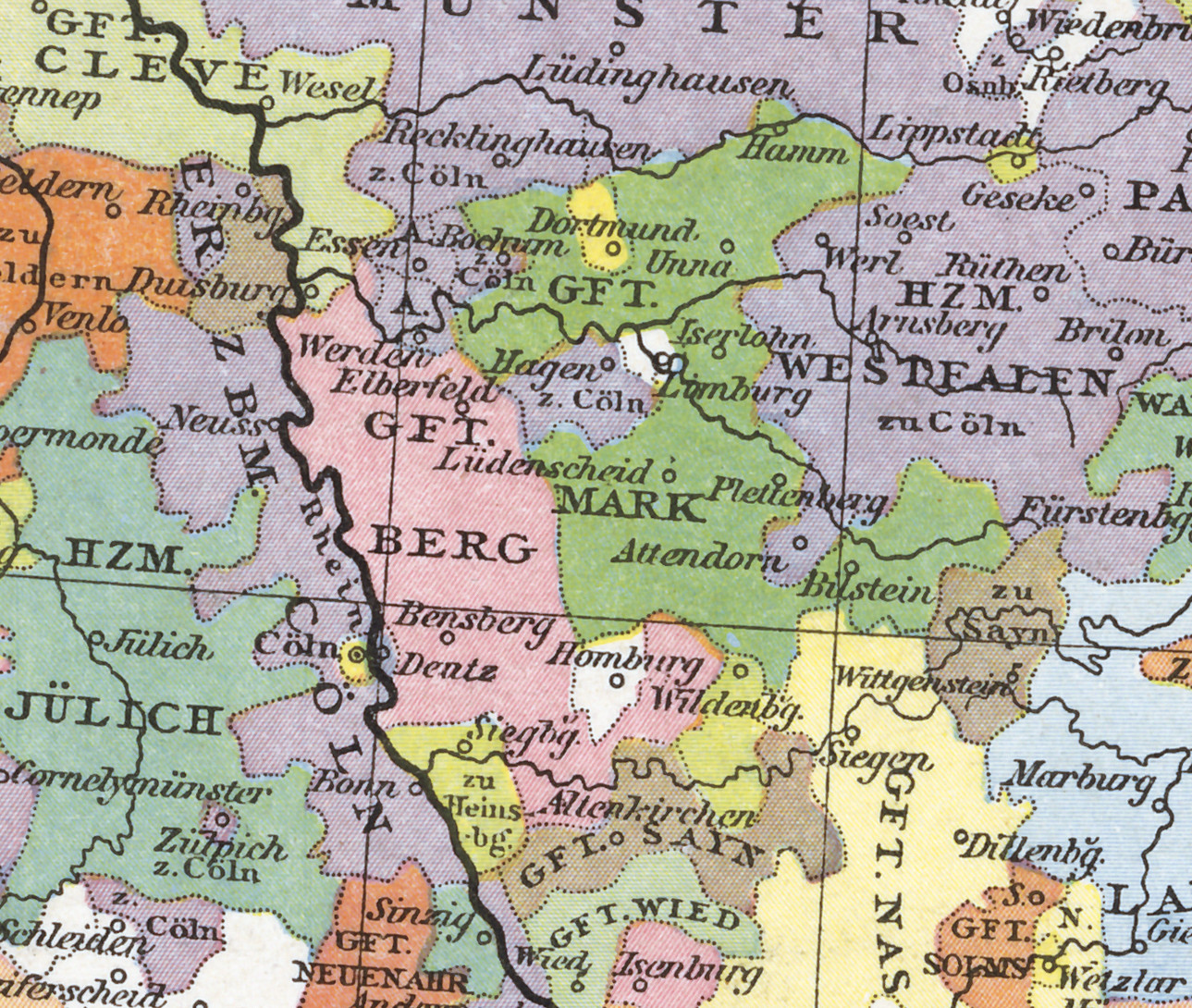
Territoriale Einteilung im Grenzbereich zwischen Rheinland und Westfalen in der frühen Neuzeit

Das Vest Recklinghausen (ausgesprochen: Fest Recklinghausen) ist die Bezeichnung für den Gerichtsbezirk des mittelalterlichen Gogerichts in Recklinghausen. Das Vest stellte neben dem Erzstift Köln und dem Herzogtum Westfalen einen weltlichen Herrschaftsbereich der Erzbischöfe von Köln dar. Während der frühen Neuzeit gehörte das Vest als Teil Kurkölns zum Kurrheinischen Reichskreis.

## Lage

Das kurkölnische Vest Recklinghausen sowie die rheinischen und westfälischen Teile des Kurfürstentums

Die Flüsse Emscher und Lippe bildeten die natürliche Grenze, im Süden zur Grafschaft Mark und zum Reichsstift Essen und im Norden zum Hochstift Münster. Im Osten, zwischen Lippe und Emscher, sicherte eine Landwehr die Grenze zur Grafschaft Dortmund. Im Westen bildeten der Köllnische Wald und die Kirchheller Heide die Grenze zum Herzogtum Kleve.
Das Vest entspricht somit in etwa dem Gebiet des heutigen Kreises Recklinghausen. Jedoch gehörten auch Teile der heutigen Städte Gelsenkirchen (die flächenmäßig größere Nordhälfte mit Buer und Horst), Oberhausen (Osterfeld) sowie die komplette heutige Stadt Bottrop nebst Kirchhellen zum Vest. Die südlich der Emscher gelegene Stadt Castrop-Rauxel (mit Ausnahme des Stadtteils Henrichenburg) und die nördlich der Lippe gelegenen Teile der heutigen Städte Dorsten und Haltern am See gehörten nicht zum Vest, ebenso wenig der heutige Stadtteil Östrich im äußersten Westen Dorstens.

## Geschichte

### Mittelalter

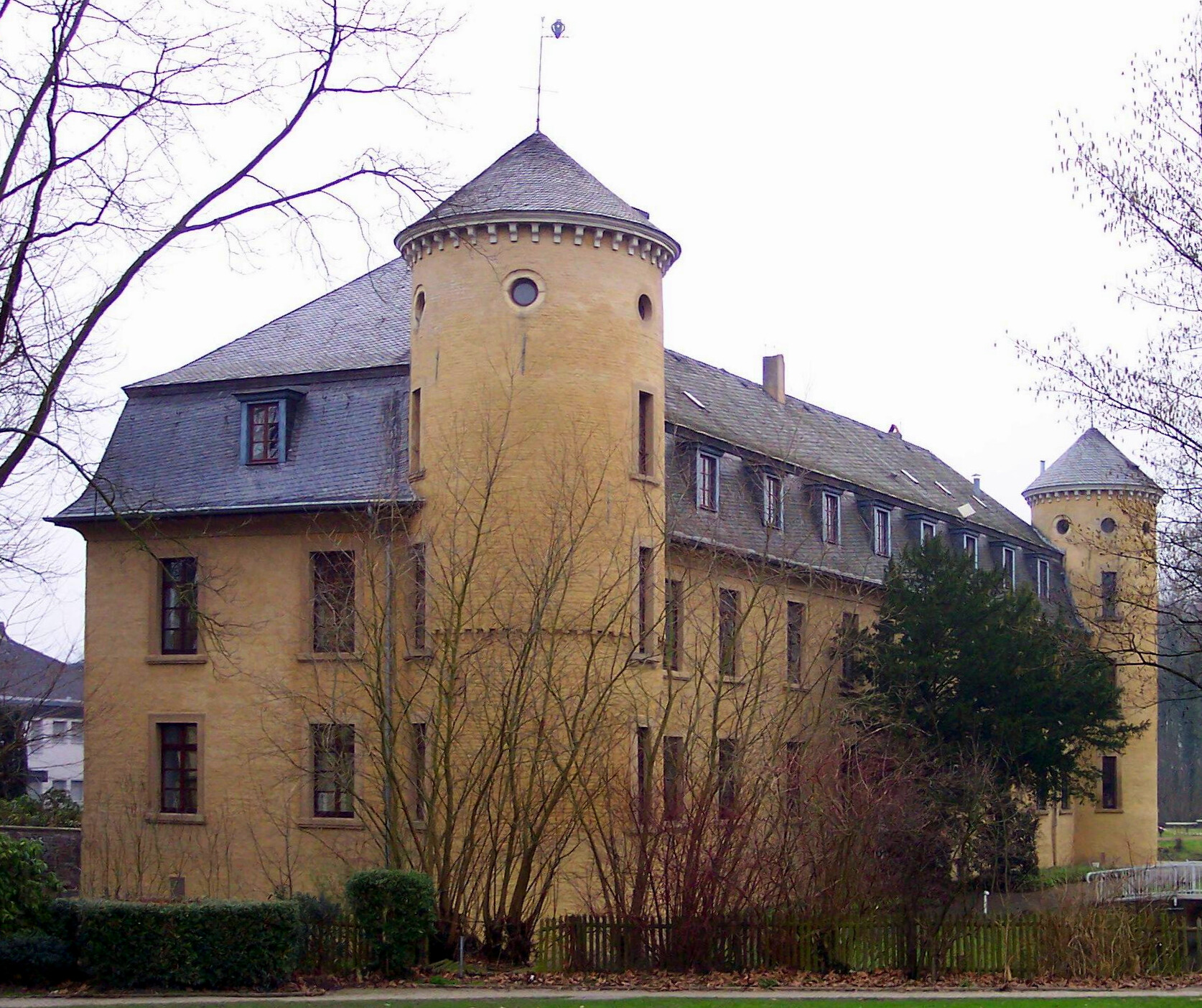
Der kurkölnische Kellner des Vestes residierte auf Schloss Horneburg

Recklinghausen geht auf einen karolingischen Königshof zurück, der zum Oberhof der neun Haupthöfe wurde, die im Vest Recklinghausen bestanden (sogenannte „Reichshöfe“). Nach dem Sturz Heinrichs des Löwen und der Zerschlagung des Herzogtums Sachsen im Jahre 1180 begann sich ein kölnischer Herrschaftsbereich zu entwickeln. Im Jahre 1228 erstmals als Gogericht erwähnt, lässt sich der Begriff Vest erstmals 1338 urkundlich nachweisen. Die beiden Ausgangspunkte der kölnischen Herrschaft in diesem Bereich waren Recklinghausen und Dorsten, die 1235 und 1251 Stadtrecht erhielten.
Im Vest entwickelten sich Ansätze zu einem Eigenbewusstsein. So kam es 1305 zu einer Einung der Städte des Vests, die später erneuert wurde. Das geographisch in Westfalen gelegene Gebiet löste sich seit der Mitte des 14. Jahrhunderts immer mehr vom Herzogtum Westfalen und orientierte sich stärker hin zum rheinischen Erzstift. Schon 1371 huldigten die beiden Städte dem neuen Erzbischof Friedrich III. von Saarwerden nicht zusammen mit den westfälischen Städten, sondern mit denen des Rheinlandes. Bei der Erblandesvereinigung von 1463 schlossen sich die vestischen Stände ebenfalls den rheinischen an. Der vestische Adel verwaltete den geistlichen Besitz; noch 1774 gab es 46 landtagsfähige Adelssitze im Vest. Die Landstände des Vestes Recklinghausen nahmen an den Landtagen des Erzstiftes Köln teil, allerdings nur an der feierlichen Eröffnung und an dessen feierlichem Abschluss, denn bei der Hauptaufgabe des Landtages, nämlich der Bewilligung der Erhebung von Steuern, blieben sie außen vor.
Erheblichen Grundbesitz im Vest hatten aber nicht nur der Erzbischof und das Kölner Domkapitel, sondern auch reichsunmittelbare Klöster, insbesondere die Abtei Werden und die Stifte Essen und Xanten. Auseinandersetzungen gab es vor allem mit den benachbarten Grafen von Mark und Kleve, die sich mehrfach Gerichtsrechte im Vest anmaßten; so zerstörten die Klever 1301 den vestischen Grenzort Dorsten und die Märker 1287 die Burg Ahsen sowie 1296 und 1344 die Stadt Recklinghausen. An der Zugehörigkeit zum rheinischen Erzstift gab es in der frühen Neuzeit aber keinen Zweifel mehr. Das Vest war der kleinste der drei Kölner Herrschaftsbereiche. Zur Zeit von Erzbischof Dietrich II. von Moers lebten dort etwa 14.500 Personen. Im westfälischen Teil waren es dagegen 59.000 und im rheinischen Teil waren es an die 100.000 Personen.

### Frühe Neuzeit
Der kurkölnische Statthalter entstammte von 1621 bis 1802 – von kurzen Unterbrechungen abgesehen – der Familie von Nesselrode auf Schloss Herten. Die Oberkellnerei saß in Horneburg. Erzbischof Dietrich II. war aufgrund der Soester Fehde so verschuldet, dass er 1446 das Vest langfristig verpfänden musste, zuerst an Johann von Gemen, ab 1476 bis 1576 dann an die Grafen von Schaumburg als Erben der Gemener. Diese Zeit war für die Bewohner des Vests schwierig, da die Pfandherren die Nutznießung sämtlicher Geld- und Naturalabgaben aus Höfen, Zehnten, Gerichten, Renten, von Zöllen, Fischereirechten und sonstigem erhielten und diese teilweise auch an adlige Gläubiger unterverpfändeten. Sie verfügten auch über die zum Hand- und Spanndienst verpflichteten Bauern mit dem einzigen Ziel, möglichst großen Gewinn zu erzielen. Es gab zahlreiche Klagen über zu hohe Abgaben. Davon profitierte etwa der Unteramtmann Bertram von Nesselrode, der ab 1530 das Schloss Herten großzügig ausbaute oder Rütger von der Horst, der an der Grenze zum Stift Essen und der Grafschaft Mark seine kleine Herrschaft um Schloss Horst ausbauen konnte. Die Beschwerden der Landstände fruchteten wenig, da mit Adolf und Anton zwischen 1533 und 1558 zwei Mitglieder des Hauses Schaumburg als Koadjutoren und Erzbischöfe das Kurfürstentum beherrschten. Erst Erzbischof Salentin von Isenburg gelang es 1576, das Vest wieder auszulösen. Mit dem Salentinischen Rezess vom 26. August 1577 verbriefte er den Städten Recklinghausen und Dorsten sowie den Ständen des Vestes die Freiheiten, die in den 130 Jahren der Pfandherrschaft von den Herren von Gemen und den Grafen von Schaumburg missachtet worden waren.
In den 1580er Jahren war das Vest einer der Schauplätze des Truchsessischen Krieges. Gegen den Widerstand der Stände, die der Absetzung des zum Calvinismus übergetretenen Erzbischofs Gebhard Truchseß von Waldburg mehrheitlich zustimmten, konnten Truchsessische Truppen unter Führung des Obristen Engelbert Nie (auch „Nigge“ genannt) Ende März und Anfang April 1583 bis auf Dorsten den Großteil des Vestes besetzen. Sie versuchten, dort die Reformation einzuführen und Truppen auszuheben. Durch den bayerischen Heerführer Ferdinand von Bayern wurde das Vest im Jahresverlauf von Dorsten aus zurückerobert; Gebhard floh in die Niederlande. 1588 wurde Dorsten nochmals erfolglos von dem Truchsessischen Heerführer Philipp von Oberstein belagert.
Die Verwaltung des Vests teilte sich spätestens um 1600 in das Obervest im Osten, das weiterhin von Recklinghausen aus verwaltet wurde, und das Untervest im Westen, das von der Stadt Dorsten aus verwaltet wurde. Zum Obervest gehörten die Stadt und das Kirchspiel Recklinghausen sowie die Kirchspiele Ahsen, Datteln, Flaesheim, Hamm, Henrichenburg, Herten, Horneburg, Oer, Suderwich, Waltrop und Westerholt. Zum Untervest gehörten die Stadt und das Kirchspiel Dorsten sowie die Kirchspiele Bottrop, Buer, Gladbeck, Horst, Kirchhellen, Marl, Osterfeld und Polsum.
Wie auch im Herzogtum Westfalen gab es seit dem 16. Jahrhundert im Vest Recklinghausen Hexenprozesse. Im Jahr 1514 wurden elf Frauen verurteilt, denen man die Heraufbeschwörung eines schweren Sturms vorwarf. Einen ersten Höhepunkt erreichten die Prozesse zwischen 1590 und 1600. Die Zahl der Opfer wird auf insgesamt 94 geschätzt. Trine Plumpe widerstand 1650 der Folter in einem Hexenprozess und trug so zum Ende der Hexenverfolgung im unmittelbaren Jurisdiktionsbereich des Vests Recklinghausen bei.
Benachbarte Territorien waren im Norden das Bistum Münster, im Südosten und Süden die Reichsstadt Dortmund, die Grafschaft Mark, die Abtei Essen und im Westen das Herzogtum Kleve. Nach der Reformation blieben das Bistum Münster und die Abtei Essen wie das Vest katholisch, während die übrigen Territorien protestantisch wurden. Der Kölner Erzbischof Ferdinand von Bayern verfügte am 4. September 1614, dass jedem Nichtkatholiken der dauernde Aufenthalt im Vest verboten sei. Dies galt bis 1803.

### 19. Jahrhundert
Infolge des Reichsdeputationshauptschlusses vom 25. Februar 1803 (§ 3) fiel das Vest an das Herzogtum Arenberg-Meppen. Schon vorab, nachdem die bevorstehende Abmachung bekannt geworden war, hatte Heinrich Gottfried Wilhelm Daniels als Syndikus des Herzogs von Arenberg am 26. November 1802 das Vest in Besitz genommen. Es kam zu verschiedenen Reformen, etwa der Einführung des Code civil zum 1. Februar 1809, zudem zu Ansätzen zur Bauernbefreiung. Durch ein Dekret Napoleons vom 22. Januar 1811 kam es – rückwirkend zum 1. Januar 1811 – an das Großherzogtum Berg. 1815 wurde das Vest in die preußische Provinz Westfalen eingegliedert, und 1816 ging es im Kreis Recklinghausen auf.
Zugehörigkeit des Vestes Recklinghausen

## Heutige Begriffsverwendung
Heute wird der Begriff Vest meist synonym zum Kreis Recklinghausen verwendet. Der Kreis Recklinghausen nennt sich seit 2006 im Untertitel seines Signets auch „Vestischer Kreis“, und das Jobcenter nach dem SGB II heißt „Vestische Arbeit“; darüber hinaus wird der Name von zahlreichen Unternehmen und Einrichtungen genutzt (Radio Vest, Sparkasse Vest Recklinghausen, Vestisches Museum/Vestisches Archiv Recklinghausen, Vestische Straßenbahnen, Vestlandhalle im Stadtteil Hillerheide, Vestische Kampfbahn (Stadion in Gladbeck), Vestisches Gymnasium Bottrop-Kirchhellen etc.). Hinzu kommt das 2014 eröffnete Shoppingcenter Palais Vest.
Die Städte Waltrop, Datteln und Oer-Erkenschwick werden als Ostvest bezeichnet.
Verschiedene Produkte der ehemaligen Chemischen Werke Hüls in Marl enthielten den Wortbestandteil Vest- im Markennamen, wie z. B. Vestan, Vestolen und Vestolit.

### Monographien
in der Reihenfolge des Erscheinens
- Johannes Altkemper: Die Landwirtschaft der Kreise Recklinghausen und Gelsenkirchen unter dem Einflusse der Industrie. Georgi, Bonn 1905.
- Ludwig Bette: Das Vest Recklinghausen in der arenbergischen und französischen Zeit (1802–13). Westf. Vereinsdruckerei, Münster 1908.
- Kreis Recklinghausen (Hrsg.): Der Kreis Recklinghausen. Konrad Theiss Verlag, Stuttgart 1979. ISBN 3-8062-0183-8.
- Ludger Tewes: Die Amts- und Pfandpolitik der Erzbischöfe von Köln im Spätmittelalter. (= Dissertationen zur mittelalterlichen Geschichte, Bd. 4), Böhlau Verlag, Köln/Wien 1987. ISBN 3-412-04986-7. [Die Entwicklung des Amtes (im Raum des Vestes) Recklinghausen von 1302 bis 1458: S. 345–348, Einzelaktionen: S. 83–93, S. 151–160, S. 180–184, S. 210–212.]
- Adelheid Kollmann: „Einst ... erzählen sie am Herdfeuer und in der Spinnstube“. Sagen aus dem alten Vest und dem Kreis Recklinghausen. Rudolf Winkelmann, Recklinghausen 1994, ISBN 3-921052-49-1.
- Monika Storm: Das Herzogtum Westfalen, das Vest Recklinghausen und das rheinische Erzstift Köln: Kurköln in seinen Teilen. In: Harm Klueting (Hrsg.): Das Herzogtum Westfalen, Bd. 1: Das Herzogtum Westfalen: Das kurkölnische Westfalen von den Anfängen kölnischer Herrschaft im südlichen Westfalen bis zu Säkularisation 1803. Münster 2009, ISBN 978-3-402-12827-5, S. 343–362.
- Bodo A. Steinberg: Das Vest Recklinghausen auf alten Landkarten. Selbstverlag 2019, Holzschnitt- und Kupferstichkarten von 1548 bis 1812, dazu weitere Karten bis 1905, ISBN 978-3-00-060955-8.

### Periodika
- Der Vestische Kalender, erscheint seit 1923 für das Vest Recklinghausen (mit Inhaltsverzeichnissen der einzelnen Jahrgänge)
- Vestische Zeitschrift, wissenschaftliche Zeitschrift, erscheint seit 1891